# 空中大怪獸拉頓
《空中大怪獸拉頓》（日文原名：空の大怪獣ラドン）是1956年12月26日上映的日本電影，東寶電影公司首部彩色怪獸電影。本片是一部正統的恐怖及冒險電影，1960年代之後，怪獸電影才開始轉變為偏「兒童取向」的娛樂。

## 劇情概要
在九州阿蘇的一個村落，村民大多從事礦業。一天阿吉和五郎吵架，阿吉被殺害，五郎也失蹤了！礦坑又無緣無故冒水，前去調查的礦工與警察也遭到殺害，目擊者發現有大怪獸出沒，柏木博士等人前往探查，沒想到拉頓從阿蘇山飛出，拉頓直奔福岡，牠所經過的地方，無不狂風大作，所有建築皆被吹垮，同時又出現了第二隻拉頓，在兩隻拉頓的肆虐下福岡損失慘重，防衛隊決心消滅拉頓，在阿蘇山周圍發射導彈轟炸，引發了火山大噴發，炙熱的岩漿將拉頓都給消滅了。

## 登場怪獸
- 拉頓
- 美加努龍

## 演員
- 河村繁：佐原健二
- 柏木久一郎博士：平田昭彥
- キヨ：白川由美
- 西村警部：小堀明男
- 南教授：村上冬樹
- 新聞記者・井關：田島義文
- 柏木博士助手・葉山：松尾文人
- 炭坑技師長・須田：草間璋夫
- 大崎：山田巳之助
- 水上醫師：高木清
- 航空自衛隊司令：三原秀夫
- 警察署長：千葉一郎
- 防衛隊幹部：向井淳一郎
- 田代巡查：熊谷二良
- 砂川技師：今泉廉
- 磯川教授：松本光男
- 護士：黑岩小枝子
- 飯店經理人、美加努龍：手塚勝巳
- 拉頓、美加努龍、防衛隊幹部：中島春雄

## 製作人員
- 監製：田中友幸
- 導演：本多豬四郎
- 原作：黑沼健
- 特技導演：圓谷英二
- 音樂：伊福部昭
- 劇本：村田武雄、馬淵薰
- 助理導演：福田純